# Xiage (köpinghuvudort i Kina, Zhejiang Sheng, lat 28,86, long 120,85)
Xiage (kinesiska: 下各, 下各镇) är en köpinghuvudort i Kina. Den ligger i provinsen Zhejiang, i den östra delen av landet, omkring 170 kilometer sydost om provinshuvudstaden Hangzhou. Antalet invånare är 34 378. Befolkningen består av 16 938 kvinnor och 17 440 män. Barn under 15 år utgör 22,0 %, vuxna 15-64 år 64 %, och äldre över 65 år 12,0 %.
Runt Xiage är det ganska tätbefolkat, med 166 invånare per kvadratkilometer. Närmaste större samhälle är Xianju, 11,1 km väster om Xiage. Trakten runt Xiage består till största delen av jordbruksmark.
Genomsnittlig årsnederbörd är 2 402 millimeter. Den regnigaste månaden är juni, med i genomsnitt 411 mm nederbörd, och den torraste är januari, med 67 mm nederbörd.